# 日刊ナンセンス
日刊ナンセンス（にっかんナンセンス）は、かつて吉本興業に所属していたお笑いコンビ。Baseよしもとを中心に活躍。2003年12月結成、2006年12月解散。大阪NSC23期生。

## メンバー
- 工村 友臣（くむら ともおみ、1979年11月6日 - ）、三重県伊勢市出身。O型。
  - ボケおよびネタ制作担当。
  - 過去に「プレイスプレイ」というコンビを組んでいた。鼻に五寸釘を突き刺す芸を持っている。麒麟・千鳥の二笑流TV（GAORA）にピンで出演。
- 村野井 学（むらのい まなぶ、1981年9月13日 - ）、大阪府摂津市出身。O型。
  - ツッコミおよびチケット売り担当。
  - 過去に「インディゴ」（東京吉本で活動していた「インディゴ」とは別コンビ）、「ギャラリー」、「サーマル」というコンビを組んでいた。
  - 高校時代にはヴィジュアル系バンドも組んでいた。

## 概要
- ショートコントを得意とし、第27回ABCお笑い新人グランプリで新人賞を獲得し、第7回笑わん会では最優秀賞および大阪府知事賞を獲得。
- M-1グランプリ2006にショートコントながら準決勝まで進出した。この大会の敗者復活戦が最後の舞台となった。
- ショートコントの他にダジャレのみで組み立てていくコントや、全編歌のみで構成されているミュージカル風コントなど、オリジナリティーあふれるネタを多数所有。

## 主な賞レース戦績
- 2006年 M-1グランプリ 準決勝進出

## 出演番組
- 笑いの金メダル（朝日放送）
- 新世紀漫才アワード（毎日放送）
- ABCお笑い新人グランプリ（朝日放送）